# Río Padamo
Le río Padamo est un cours d'eau de l'Amazonie vénézuélienne. Long de 180 kilomètres et situé dans la municipalité d'Alto Orinoco à l'est de l'État d'Amazonas, il est un affluent en rive droite de l'Orénoque dans lequel il se jette à proximité de la localité de Chigüire.

## Géographie
Il arrose principalement les localités de Tuquirijuña, Toropogüey-teri, Casiragüey-teri, Curagua-teri.

## Affluents
Ses affluents principaux sont les ríos Continamo, Botamo et Matacuní en rive gauche, et Furuñama en rive droite.